# Photonectes caerulescens
Photonectes caerulescens là một loài cá biển sâu thuộc chi Photonectes. Loài này phân bố trên khắp Ấn Độ Dương và Thái Bình Dương. Con trưởng thành có thể đạt chiều dài tối đa ~ 15 cm.